# Claude Louis Berthollet
Claude Louis Berthollet (n. 9 decembrie 1748 - d. 6 noiembrie 1822) a fost chimist francez, cunoscut mai ales pentru faptul că a elaborat, împreună cu Antoine Lavoisier, o nomenclatură chimică rațională.

## Biografie
S-a născut în orășelul Annecy, din ducatul Savoia. Începea studiul medicinei la Chambéry, apoi studia la Universitatea din Torino, devenind absolvent în 1770 ca doctor în medicină.
În 1772 se stabilea la Paris, ca medic. Acolo continuă studiile în domeniul chimiei.
Era medic personal al ducelui Filip de Orléans.
Devenea tot mai cunoscut prin numeroasele memorii științifice publicate. Ca urmare a reputației sale, devenea în 1780, membru al Academiei de Științe.
În 1789 devenea și membru al Royal Society.
Ocupă postul de "comisar" privind coloranții din industria textilă (1784), apoi în comisia monedei naționale (1792), profesor la diverse școli normale și la École polytechnique (1794).

## Opera

### Contribuții
În 1789 descoperă efectul de decolorare al clorului. Propune introducerea hipocloritului de sodiu în industria textilă ca agent de înălbire.
A studiat amoniacul, acidul cianhidric și acidul sulfuros.
A susținut pe chimistul Lavoisier în combaterea teoriei flogisticului. Aceasta l-a condus la cea mai de seamă realizare a sa: elaborarea unui sistem de nomenclatura chimică. Aceasta constituie una din bazele chimiei moderne.
Alte realizări: determinarea compoziției unor substanțe chimice, precum amoniacul, stabilirea unor importante legi ale chimiei (modul de desfășurare al reacțiilor chimice, legea echilibrului chimic).

### Scrieri
- 1791 și 1804: Élément de l'art de la teinture - cercetările efectuate la manufacturile Gobelins.
- 1801: Recherche sur les lois des affinités chimiques.
- 1803: Essai de statistique chimique - introduce noțiunea de echilibru chimic și enunță legea dublei compoziții ("legea lui Berthollet").